# Stockport (Nowy Jork)
Stockport – miasto w Stanach Zjednoczonych, w stanie Nowy Jork, w hrabstwie Columbia.